# XXIII Premis Turia
Els XXIII Premis Turia foren concedits el 5 de juliol de 2014 per la revista valenciana Cartelera Turia amb la intenció de guardonar les persones i col·lectius que haguessen destacat l'any anterior en qualsevol de les categories i seccions que cobria la revista: cinema (pel·lícula espanyola i estrangera, actor i actriu), teatre, arts plàstiques, literatura, gastronomia, mitjans de comunicació, esports, música i literatura. La llista de guanyadors era escollida per l'equip de redactors i col·laboradors de la revista. Compten amb la col·laboració de l'Institut de Cultura i Joventut del Ajuntament de Burjassot, la Fundació Bancaixa i la Universitat de València.
En ocasió del 50è Aniversari de la fundació de Cartelera Turia el 2 de juliol es va inaugurar a La Nau una exposició de 52 artistes i dibuixants gràfics valencians. L'entrega es va dur a terme a l'Auditori Casa de Cultura de Burjassot i fou presentada novament per Tonino i Juanjo de la Iglesia amb la Sedajazz Band i la col·laboració dels cantants i grups Soledad Giménez, José Manuel Casañ, Mamen García, Juli Bustamante, La Rana Mariana i Anna Franco. Durant la gala es va retre un homenatge a Raimon, qui uns mesos abans del naixement de Cartelera Turia va treure la cançó Al vent.
El premi consisteix en una estàtua que imitava la que sortia a la mítica pel·lícula El falcó maltès (1950) de John Huston.

## Guardons
Els guanyadors de l'edició foren:
| Categoria                                 | Premiat                                                                       | Labor premiada                        |
| ----------------------------------------- | ----------------------------------------------------------------------------- | ------------------------------------- |
| Millor Pel·lícula Espanyola               | La herida                                                                     | Fernando Franco García                |
| Millor Pel·lícula Estrangera              | Bir Zamanlar Anadolu'da                                                       | Nuri Bilge Ceylan                     |
| Millor Opera Prima                        | Stockholm                                                                     | Rodrigo Sorogoyen                     |
| Premi Nous Realitzadors                   | Los chicos del puerto                                                         | Alberto Morais                        |
| Premi Nous Realitzadors                   | La vida inesperada                                                            | Jorge Torregrossa                     |
| Premi Especial Turia                      | Todas las mujeres                                                             | Mariano Barroso                       |
| Premi Especial Turia                      | Vivir es fácil con los ojos cerrados                                          | David Trueba                          |
| Millor llargmetratge documental           | Con la pata quebrada                                                          | Diego Galán Fernández                 |
| Premi Especial Cinema                     | Karra Elejalde                                                                | Ocho apellidos vascos                 |
| Millor Actor                              | Juan Diego                                                                    | Anochece en la India                  |
| Millor Actriu Revelació                   | Natalia de Molina                                                             | Vivir es fácil con los ojos cerrados  |
| Millor contribució musical                | Juli Bustamante Víctor Manuel (50è Aniversari)                                |                                       |
| Premi Especial Turia                      | José García Poveda "El flaco"                                                 |                                       |
| Millor contribució Cultural               | Institut Municipal de Cultura i Joventut de l'Ajuntament de Burjassot (IMCJB) |                                       |
| Millor contribució mitjans de comunicació | Laura Ballester (Levante-EMV)                                                 | Pel seguiment de l'accident del metro |
| Millor contribució cultura del vi         | Bodegas Antonio Herráez (La font de la Figuera)                               | -                                     |
| Millor contribució ciutadana              | ACICOM                                                                        |                                       |
| Millor contribució social                 | Sor Lucía Caram                                                               |                                       |
| Millor contribució cívica                 | Mireia Mollà i Herrera                                                        | Diputada a les Corts per Compromís    |
| Millor contribució cívica                 | Clara Tirado Museros                                                          | Diputada a les Corts per PSPV         |
| Millor contribució cívica                 | Esther López Barceló                                                          | Diputada a les Corts per EUPV         |
| Millor contribució cívica                 | Josep Lluís Carbonell i Esteve                                                | Metge ginecòleg                       |
| Millor contribució arts plàstiques        | Falla Na Jordana                                                              |                                       |
| Millor contribució artístico-satírica     | Sento Llobell                                                                 | Un médico novato                      |
| Millor contribució teatral                | Albena Teatre/Carles Alberola                                                 | Ficcio                                |
| Millor contribució cultural               | Lluís Miquel Campos González                                                  |                                       |
| Premi El Rincón del Piu (50è Aniversari)  | Sophie Evans                                                                  |                                       |
| Premi Huevo de Colón                      | Ortifus                                                                       | Dibuixant                             |

## Premi per votació dels lectors
| Categoria                    | Pel·lícula            | Director               |
| ---------------------------- | --------------------- | ---------------------- |
| Millor pel·lícula espanyola  | Ocho apellidos vascos | Emilio Martínez Lázaro |
| Millor pel·lícula estrangera | La grande bellezza    | Paolo Sorrentino       |